# Wesmaelius tjederi
Wesmaelius tjederi är en insektsart som först beskrevs av Douglas E. Kimmins 1963.  Wesmaelius tjederi ingår i släktet Wesmaelius och familjen florsländor. Inga underarter finns listade i Catalogue of Life.